# Puerto Morelos (kommun)
Puerto Morelos är en kommun de norra delarna av delstaten Quintana Roo i Mexiko. Kommunen grundades 2016 ur delning av kommunen Benito Juárez. Puerto Morelos administrativa huvudort har samma namn.
Beslutet om grundande togs vid delstatens politiska årsstämma den 6 november 2015. Två månader senare, den 6 januari 2016 grundades kommunen officiellt.
Vid den nationella folkräkningen 2020 hade den nybildade kommunen 26 921 invånare, varav 19 205 av dem bodde i staden Puerto Morelos eller dess inkorporerade systersamhälle Joaquín Zetina Gasca. Kommunens näst största samhälle är Leona Vicario. Några småorter i Puerto Morelos är Orenda, Aldea Kin och Central Vallarta.
Kommunens area uppskattas till 1 043,92 kvadratkilometer och dess kustlinje löper 17,7 kilometer.